# Mali Curaçao
Mali Curaçao (službeno niz. Klein Curaçao) je nenaseljeni otočić koji pripada Zemlji Curaçaao. Na otočiću je svjetionik Mali Curaçao. Prvi svjetionik uništio je uragan 1877., a drugi je u unutrašnjosti otočića. Otočić je dug 1,9 km a širok 1,1 km. Na otoku se vadilo fosfate. Danas je glavna gospodarska djelatnost turizam. Od 31. kolovoza 2018. obuhvaća ga Ramsarska konvencija te je Ramsarskim mjestom br. 2355. Otočić je nekad bio naseljen. Na njemu se rodio bejzbolaš Ivanon Coffie. Uz obale je nekoliko podrtina, među njima malog tankera Maria Bianca Guidesman. Zavjetrinska strana otoka groblje je brodova koji nisu se držali dovoljno daleko od obale ili su ostali bez pogona. Nizozemska zapadnoindijska kompanija dovela je mnoge robove na otok Curaçao, a one bolesne u karantenu na Mali Curaçao. Zgrada prve karantene je na sjeveru otoka. Ovdje su također pokopani putnici koji nisu preživjeli put. Nekoliko je grobova na jugu otoka. Nizozemska zapadnoindijska kompanija dobila je licenciju za izlov na otoku tuljana iz tribusa Monachini, danas vrlo ugroženih. Nekad je bilo dopušteno pustiti slobodnu pašu kozama što je dovelo do dezertifikacije. Engleski rudarski inženjer John Godden posjetio je otok 1871. i sve do 1886. vadilo se fosfate i izvozilo ih u Europu. Posljedica vađenja rude je sniženje visine otoka što je rezultiralo padom ptičje populacije.
- Mali Curaçao
- Svjetionik Klein Curacao
- Brodske olupine
- Plaža

## Vanjske poveznice
- Službene stranice
- Ramsar Sites Information Service - Klein Curacao  Arhivirana inačica izvorne stranice od 21. travnja 2019. (Wayback Machine)